# 侯家寨文化
侯家寨文化（公元前4200年—前3600年）是中国新石器时代中期的考古学文化之一，得名自1977年发现、1986年发掘的侯家寨遗址，亦称侯家寨二期文化、武庄二期文化。侯家寨一期被认为属于双墩文化，二期文化面貌与一期差异较大，故单列为侯家寨文化。

## 分布范围
侯家寨遗址位于淮河中游，在史前时期是黄河流域文化与长江流域文化交流冲突的地带，与龙虬庄文化晚期、大汶口文化早期、北阴阳营文化二期均有交集的迹象。在淮河上游，侯家寨文化的遗存有鹿邑武庄遗址二期。在江淮地区，侯家寨文化遗存经肥西古埂后沿巢湖东西两岸的两条路径分布：一条向东南，经含山大城墩后至苏皖江南地区的高淳薛城遗址；另一条向西南，直至大别山山前平原地区的孙家城遗址。

## 文化特征
侯家寨二期相较于一期，骨器、石器、兽器大量减少，而陶器出土则较为丰富，以红褐色夹砂陶为主。可能说明这一时期的生产方式发生了较大转变。